# Pseudentephria remmi
Pseudentephria remmi är en fjärilsart som beskrevs av Jaan Viidalepp 1976. Pseudentephria remmi ingår i släktet Pseudentephria och familjen mätare. Inga underarter finns listade i Catalogue of Life.